# Nuevo Progreso Limón
Nuevo Progreso Limón es una localidad peruana ubicada en el distrito de Canchaque, perteneciente a la provincia de Huancabamba del departamento de Piura, al norte del Perú. 

## Ubicación
Nuevo Progreso Limón se ubica al oeste de la provincia de Huancabamba, en el distrito de Canchaque, en el departamento de Piura.

## Demografía
En 2017 Nuevo Progreso Limón tenía una población de 27 habitantes.